# Bel Air ~Kuuhaku no Shunkan no Naka De~
"Bel Air ~Kuuhaku no Shunkan no Naka De~" (ヴェル・エール 〜空白の瞬間の中で〜) é o terceiro single do grupo musical japonês Malice Mizer. A primeira edição, limitada a 50 mil cópias, foi lançada em 19 de julho de 1997 e a regular em 6 de agosto. A edição limitada contém a canção e seu videoclipe da canção, gravado na França, e um encarte de 16 páginas. Já a edição regular contém o lado B "Color me Blood Red" e a versão instrumental da faixa principal. É o primeiro single da banda em uma grande gravadora, a Columbia.

## Recepção
Alcançou a 20ª posição na Oricon Singles Chart, ficando na parada por três semanas. O relançamento de agosto alcançou a 42ª posição, permanecendo pelo mesmo tempo. A primeira edição vendeu 41,090 cópias enquanto esteve na parada e a segunda 15,480.
O website vkgy considerou o videoclipe como um dos mais icônicos da banda. A banda de comédia Golden Bomber gravou uma paródia do clipe.

## Faixas
| Edição regular |                                                                                 |         |  |
| N.º            | Título                                                                          | Duração |  |
| 1.             | "Bel Air ~Kuuhaku no Shunkan no Naka De~" (ヴェル・エール 〜空白の瞬間の中で〜) | 5:18    |  |
| 2.             | "Color Me Blood Red"                                                            | 3:03    |  |
| 3.             | "Bel Air ~Kuuhaku no Shunkan no Naka De~ (Instrumental)"                        | 5:18    |  |